# توماس سنگستر
توماس برودی سنگستر (انگلیسی: Thomas Brodie Sangster؛ زاده ۱۶ مه ۱۹۹۰) یک هنرپیشه انگلیسی سینما و تلویزیون است که بیشتر با فیلمهای پرستار مک فی و آخرین لژیون شناخته می‌شود. در هر دوی این فیلم‌ها سنگستر با کالین فرث همبازی شده‌است.
توماس در لندن زاده شد. او با والدینش و خواهرش اوا زندگی می‌کند. پدرش تدوین‌گر و موسیقی‌دان است.
توماس بیس و گیتار می‌نوازد، او نواختن گیتار دست چپ را برای بازی در فیلم پسر هیچ‌کجا در نقش پاول مک کارتنی آموخت.
او در سال ۲۰۱۰ به بند وینت (به انگلیسی: Winnet) پیوست.
خانواده سنگستر اهل بانچوری اسکاتلند هستند. او در فصل سه وچهار سریال انگلیسی گیم آف ترونز در سالهای ۲۰۱۳ تا ۲۰۱۴ در نقش شخصیت جوجن حضور داشت.
وی در سال ۲٠۲٠ در مینی سریال گامبی وزیر در نقش بنی واتس و در مینی سریال تپانچه در نقش مالکوم مک‌لارن ایفای نقش کرد.

## بخشی از فیلمشناسی
| سال       | فیلم                        | نقش             | توضیحات |
| --------- | --------------------------- | --------------- | ------- |
| ۲۰۰۳      | عشق حقیقی                   | سم              |         |
| ۲۰۰۵      | ننی مک‌فی                    | سیمون براون     |         |
| ۲۰۰۶      | تریستان و ایزولد            | جوانی تریستان   |         |
| ۲۰۰۷      | آخرین لژیون                 | رومولوس آگوستوس |         |
| ۲۰۰۹      | ستاره فروزان                | ساموئل براون    |         |
| ۲۰۱۱      | مرگ یک ابرقهرمان            | دونالد کلارک    |         |
| ۲۰۱۳-۲۰۱۴ | بازی تاج‌وتخت                | جوجن            |         |
| ۲۰۱۴      | دونده مارپیچ                | نیوت            |         |
| ۲۰۱۴      | هاله پوچ                    |                 |         |
| ۲۰۱۵      | دونده مارپیچ: مشقت‌های اسکرچ | نیوت            |         |
| ۲۰۱۸      | دونده مارپیچ: علاج مرگ      | نیوت            |         |
| ۲۰۲۳      | جیب بر حیله گر              | داجر            |         |

## تلویزیون
| سال  | فیلم          | نقش           | توضیحات                    |
| ---- | ------------- | ------------- | -------------------------- |
| ۲۰۰۱ | ایستگاه جیم   | هنری          | فیلم سینمایی               |
| ۲۰۰۱ | معجزه کارت ها | کریگ شرگولد   | فیلم سینمایی               |
| ۲۰۰۲ | کلاله دامپ    | بارنی         | سریال سینمایی کوتاه ۶ قسمت |
| ۲۰۰۲ | دختر بابی     | آلن           | فیلم سینمایی               |
| ۲۰۰۲ | سوختن لندن    | استفن         |                            |
| ۲۰۰۹ | پینوکیو       | لامپ ویک      |                            |
| ۲۰۲۰ | گامبی وزیر    | بنی واتس      | مینی‌سریال                  |
| ۲۰۲۲ | تپانچه        | مالکوم مک‌لارن | مینی‌سریال                  |